# Bandera de la dualitat canadenca
La bandera de la dualitat canadenca (en anglès: Canadian Duality Flag, en francès: Drapeau de la dualité canadienne) també anomenada "bandera canadenca de la unitat" és una bandera no oficial que es va distribuir originàriament durant el període previ al referèndum del Quebec de 1995 per marcar i defensar la unitat del Canadà durant les concentracions a favor del «no».
El disseny de la bandera fou escollit per representar de forma explícita les poblacions francòfones i anglòfones a la bandera nacional afegint dues franges blaves estretes a les ja existents franges vermelles. L'amplada d'aquestes s'ajusta a la proporció de canadencs que són principalment francòfons. Es va triar el blau ja que és el color principal que s'utilitza a la bandera del Quebec.